# Loris Reina
Loris Reina (Marseille, 10 juni 1980) is een Frans voetballer (linksback). Reina is een jeugdproduct van de Franse topclub Olympique Marseille. Veel potten heeft de Fransman daar echter niet gebroken in de periode van 1999-2000. Na één seizoen voor deze Zuid-Franse club ging Reina op uitleenbasis naar de AS Nancy.
In het seizoen 2001-2002 wordt de Fransman aan Zwitserse Servette Genève uitgeleend, waarna hij het seizoen daarop terug naar Marseille trekt. Verder dan de B-ploeg geraakt hij echter niet.
Te zwak voor Olympique Marseille belandt de Fransman in het seizoen 2003-2004 uiteindelijk bij de Waalse ploeg Sporting Charleroi. Gedurende 3 seizoenen maakt hij deel uit van de verdediging van de Zebra's. Tot hij in het seizoen 2006-2007 naar SV Zulte Waregem trekt.

## Statistieken
| seizoen | club                | land        | competitie       | wed. | goals |
| ------- | ------------------- | ----------- | ---------------- | ---- | ----- |
| 1999/00 | Olympique Marseille | Frankrijk   | Ligue 1          | 6    | 0     |
| 2000/01 | → AS Nancy          | Frankrijk   | Ligue 1          | 30   | 0     |
| 2001/02 | → Servette Genève   | Zwitserland | Challenge League | 8    | 0     |
| 2002/03 | Olympique Marseille | Frankrijk   | Ligue 1          | -    | -     |
| 2003/04 | Sporting Charleroi  | België      | Jupiler League   | 25   | 0     |
| 2004/05 | Sporting Charleroi  | België      | Jupiler League   | 24   | 0     |
| 2005/06 | Sporting Charleroi  | België      | Jupiler League   | 18   | 1     |
| 2006/07 | SV Zulte Waregem    | België      | Jupiler League   | 31   | 1     |
| 2007/08 | SV Zulte Waregem    | België      | Jupiler League   | 31   | 0     |
| 2008/09 | SV Zulte Waregem    | België      | Jupiler League   | 12   | 0     |
| 2009/10 | KV Kortrijk         | België      | Jupiler League   | 8    | 0     |
| 2010/11 | KV Kortrijk         | België      | Jupiler League   | 12   | 0     |
|         |                     |             | Totaal           | 205  | 2     |